# دنیا را التیام بده
دنیا را التیام بده (به انگلیسی: Heal the World) تک‌آهنگی از آلبوم خطرناک مایکل جکسون است که توسط خود او نوشته شده‌است و در سال ۱۹۹۲ منتشر شد. این آهنگ توانست موفقیت‌هایی را از نظر میزان فروش به ثبت برساند. در سال ۲۰۰۱ جکسون در تماس اینترنتی با هوادارانش اعلام کرد که «دنیا را التیام بده» آهنگی است که بسیار به آن افتخار می‌کند. وی همچنین سازمان خیریه‌ای با همین نام برای بهبود وضعیت زندگی کودکان ایجاد کرده‌است. این سازمان همچنین در زمینهٔ بهبود وضعیت تحصیل کودکان فعالیت می‌کند.

## موزیک ویدئو
موزیک ویدئوی این ترانه به زندگی سخت کودکان در کشورهایی که از ناآرامی‌های اجتماعی و جنگ‌طلبی رنج می‌برند، اشاره کرده‌است اما خود مایکل در ساخت آن شرکت نکرد. مایکل جکسون ویدئوهای مشابه‌ای همانند «ترانه زمین»، «تاریخ» و «مرد درون آینه» نیز دارد.

## دست‌اندرکاران
- ترانه‌سرا، تنظیم و اجرا توسط مایکل جکسون
- تولید شده توسط مایکل جکسون و دیوید فاستر
- ضبط و میکس توسط بروس سودن و مت فورگر
- سولو و صداهای پس طمینه توسط مایکل جکسون
- تنظیم ارکستر و اجرا توسط مارتی پچ
- سینتی سایزر توسط مایکل بودیکر، دیوید پچ و استیو پورکارو
- درامز توسط جف پورکارو
- پرکاشن توسط برایان لورن